# 663271 Heinzreinhardt
663271 Heinzreinhardt è un asteroide della fascia principale. Scoperto nel 2007, presenta un'orbita caratterizzata da un semiasse maggiore pari a 2,615035 UA e da un'eccentricità di 0,190446, inclinata di 14,981302° rispetto all'eclittica.